# Byron Nieto
Byron Rodrigo Nieto Salinas (* 3. Februar 1998 in Recoleta, Santiago de Chile) ist ein chilenischer Fußballspieler.

## Karriere
Byron Nieto spielte bis zur U-15 in der Jugend vom CD Universidad Católica und ging dann zum AC Barnechea. Der Klub verlieh den Abwehrspieler 2017 an Drittligist Deportes Recoleta. Zurück bei Barnechea in der Primera B absolvierte er 25 Saisonspiele, dadurch wurde Erstligist Deportes Antofagasta auf Nieto aufmerksam und verpflichtete ihn 2019. Nach dem Abstieg von Antofagasta verlieh der Klub aus dem Norden Chiles den Verteidiger für die Saison 2023 zu Universidad Católica. 2024 verliehen ihn die Pumas an Erstligist Deportes Copiapó.